# 浅水駅
浅水駅（あそうずえき）は、福井県福井市浅水町にある、福井鉄道福武線の駅である。駅番号はF12。

## 歴史
- 1927年（昭和2年）6月5日：福武電気鉄道の兵営駅（現在の神明駅） - 江端駅間に駅開設[2][3]。
  - なお、文献によっては、福武電気鉄道の兵営駅 - 福井市駅（現在の赤十字前駅の前身）間が開業した1925年（大正14年）7月26日を開業日とするものがある[4][5]。
- 1945年（昭和20年）8月1日：福井鉄道の設立に伴い、同社の福武線の駅となる[2][6]。
- 1974年（昭和49年）3月1日：貨物取扱を廃止[3]。
- 1992年（平成4年）：駅舎改築[1]。

## 駅構造
島式ホーム1面2線を有する地上駅である。駅舎は木造のログハウス風であり、高い天井が駅舎の特徴となっている。
かつて貨物扱いがあった頃の名残として、ホームの東側には引込み線があり、現在は保守用の側線として使用されている。なお、えちぜん鉄道との相互乗り入れについて、当初は当駅 - 鷲塚針原駅間で福井鉄道車両のみの片乗り入れとする計画であったが、福井鉄道側の施設面（当駅では折り返し運行が不可能であるため）やダイヤ面、および旅客の利便性を向上させる目的から、当初計画を変更し起点の越前武生駅（現・たけふ新駅）からの直通およびえちぜん鉄道側も車両を用意しての相互直通運転とした。
| のりば              | 路線                                 | 方向 | 行先                         |
| ------------------- | ------------------------------------ | ---- | ---------------------------- |
| 福井方面 （駅舎側） | ■福武線 （フェニックス田原町ライン） | 下り | 福井駅・田原町・鷲塚針原方面 |
| 武生方面 （東側）   | ■福武線 （フェニックス田原町ライン） | 上り | 神明・西鯖江・たけふ新方面   |

東側は両方向の急行が走行可能であるが、駅舎側（西側は）は福井方面の列車のみに限られている。

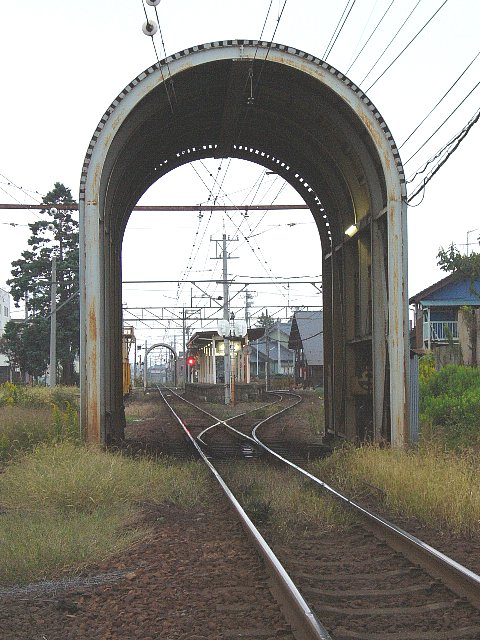
福井方のスノーシェルター（2005年10月）

## 利用状況
- 浅水駅の利用状況の変遷を下表に示す。
  - 輸送実績（乗車人員）の単位は人であり、年度での総計値を示す。年度間の比較に適したデータである。
  - 乗降人員調査結果は任意の1日における値（単位：人）である。調査日の天候・行事等の要因によって変動が大きいので年度間の比較には注意を要する。
  - 表中、最高値を赤色で、最高値を記録した年度以降の最低値を青色で、最高値を記録した年度以前の最低値を緑色で表記している。

| 年 度              | 当駅分輸送実績（乗車人員）：人／年度 | 当駅分輸送実績（乗車人員）：人／年度 | 当駅分輸送実績（乗車人員）：人／年度 | 当駅分輸送実績（乗車人員）：人／年度 | 乗降人員調査結果 人／日 | 乗降人員調査結果 人／日 | 特 記 事 項 |
| ------------------ | ------------------------------------ | ------------------------------------ | ------------------------------------ | ------------------------------------ | ----------------------- | ----------------------- | ----------- |
| 年 度              | 通勤定期                             | 通学定期                             | 定期外                               | 合 計                                | 調査日                  | 調査結果                | 特 記 事 項 |
| 2004年（平成16年） | 15,348                               | 59,718                               | 61,505                               | 136,571                              |                         |                         |             |
| 2005年（平成17年） |                                      |                                      |                                      |                                      |                         |                         |             |
| 2006年（平成18年） |                                      |                                      |                                      |                                      |                         |                         |             |
| 2007年（平成19年） | 18,300                               | 59,880                               | 61,621                               | 139,801                              |                         |                         |             |
| 2008年（平成20年） |                                      |                                      |                                      |                                      |                         |                         |             |
| 2009年（平成21年） |                                      |                                      |                                      |                                      |                         |                         |             |

## 駅周辺
駅名は所在地名の福井市浅水町と同じ「浅水（あそうず）」となっているが、所在地区名は旧足羽郡麻生津村に由来する「麻生津（あそうづ）」であり、近隣の施設や組織に双方の同音異字名称が混在している。
- 福井県立足羽高等学校
- 福井市足羽中学校
- 福井市麻生津小学校

### バス路線
当駅前に設置の「浅水駅前」停留所を拠点とし、周辺地域循環2ルート及び高等学校直行1ルートで構成する「麻生津循環線」を、福井鉄道直営の路線バス（福鉄バス）として運行。詳細は福井鉄道#福井市発着を参照。

### 乗合タクシー
- 福井市南東地区フルデマンドタクシー - 福井市が事業主体（運行はタクシー事業者へ委託）、事前登録・予約制。概ね六条、麻生津、文殊、上文殊の4地区をエリアとして運行しており、浅水駅も100箇所所在する停留所のひとつとなっている。

## 隣の駅
福井鉄道
■福武線
■臨時急行
通過
■急行・■区間急行
神明駅 (F8) - 浅水駅 (F12) - ベル前駅 (F16)
■普通
泰澄の里駅 (F11) - 浅水駅 (F12) - ハーモニーホール駅 (F13)